# UNY

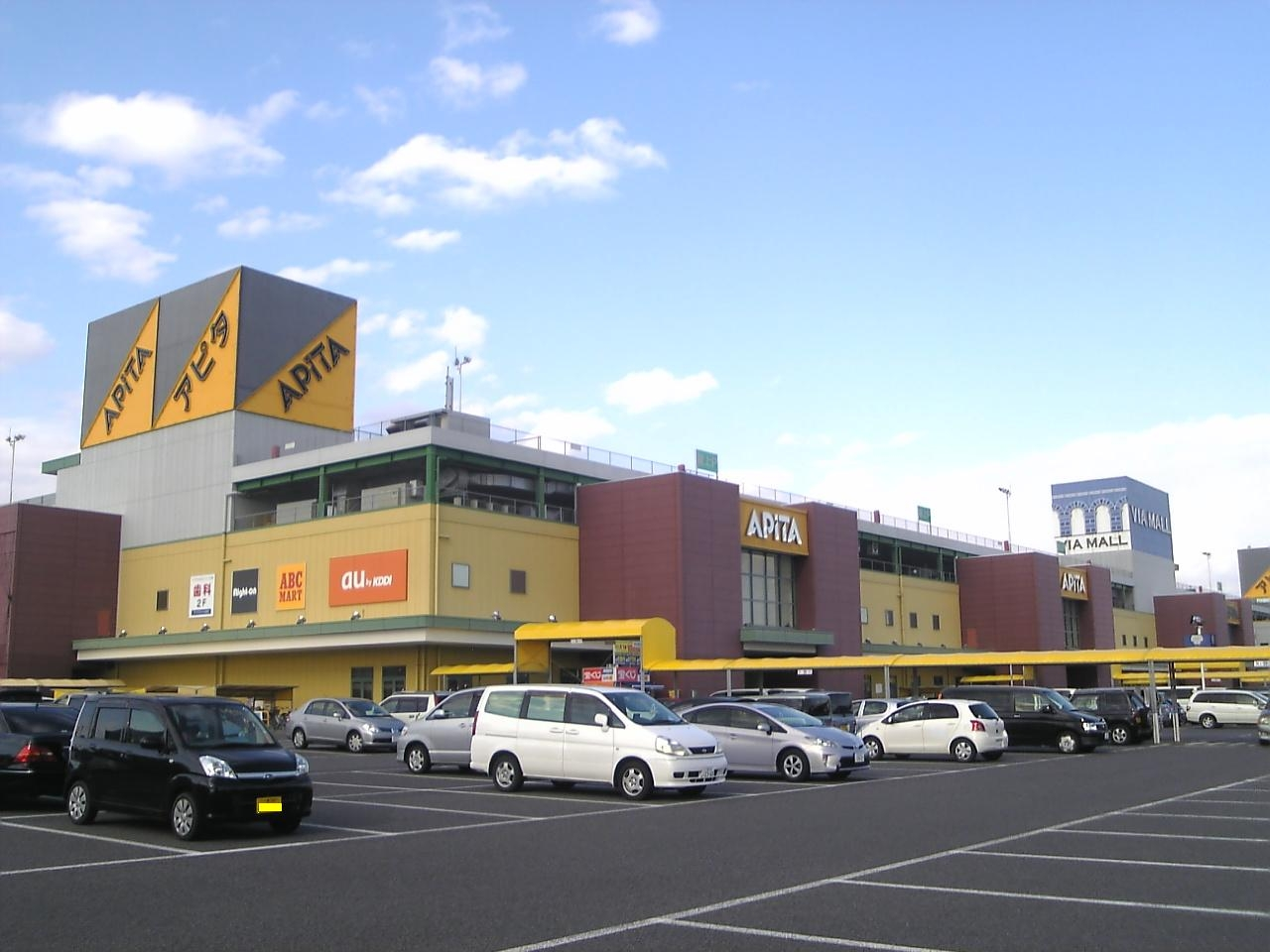
日本愛知縣江南市的生活創庫分店

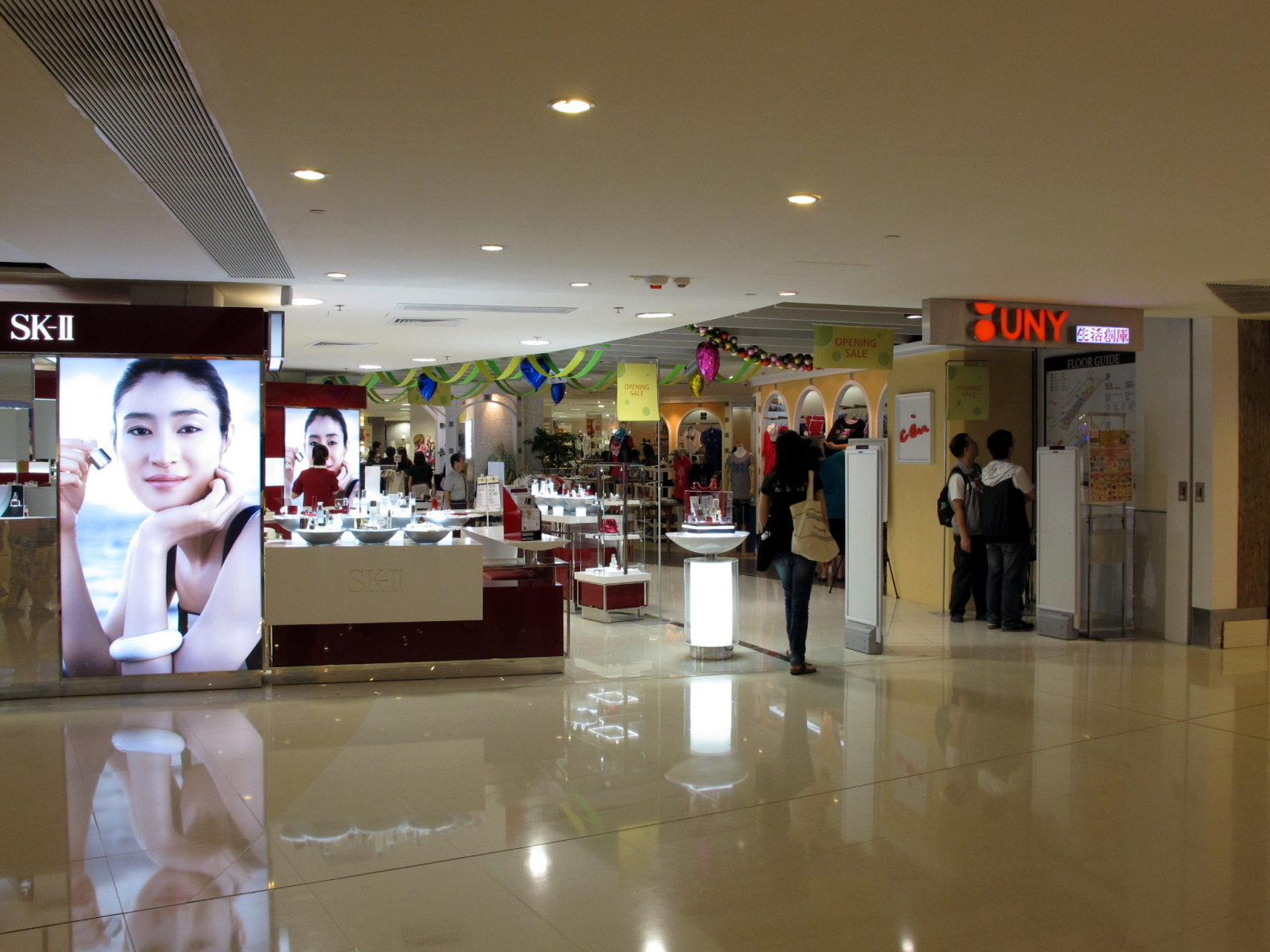
香港樂富廣場的生活創庫分店

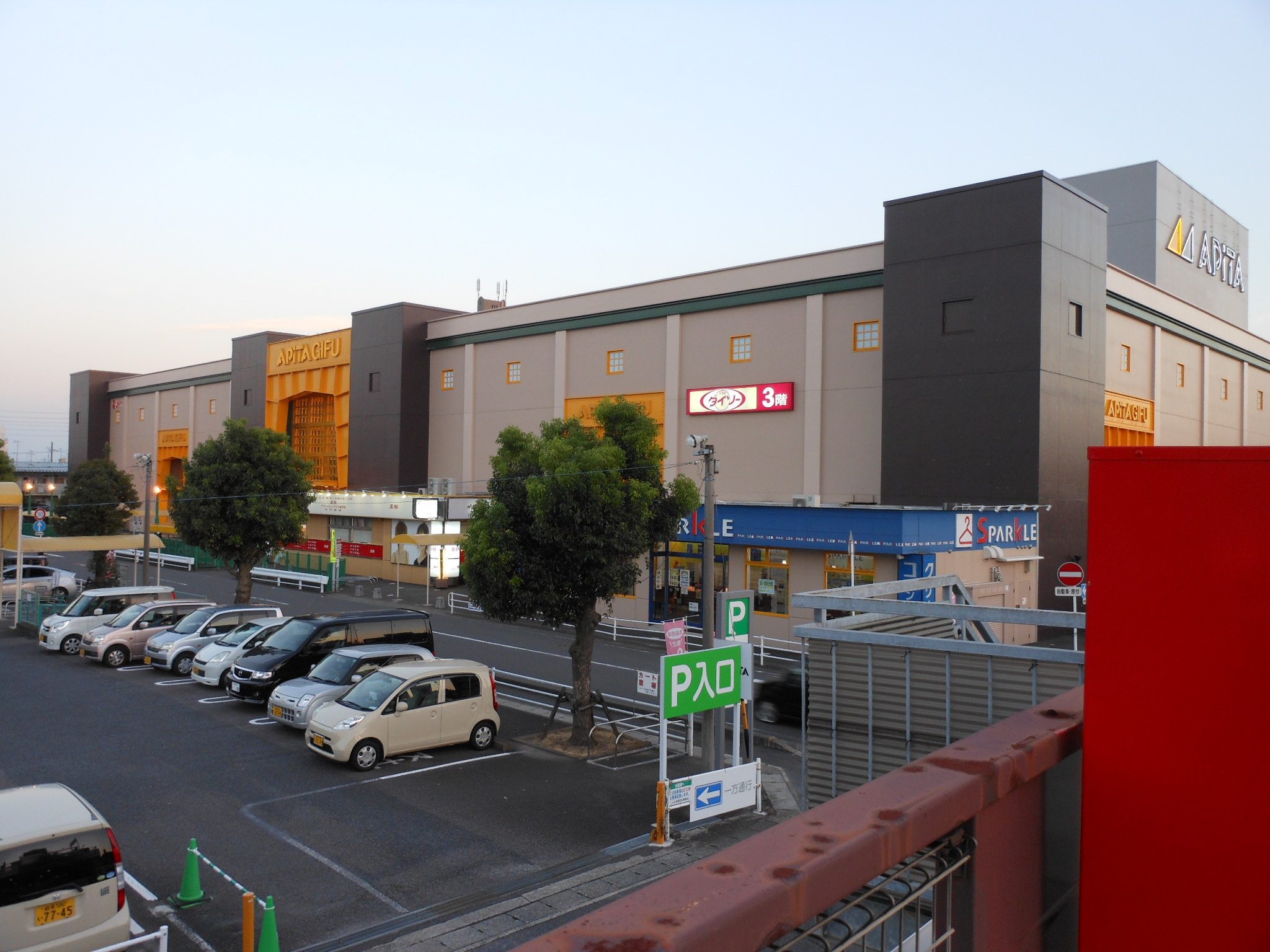
日本岐阜市APITA分店

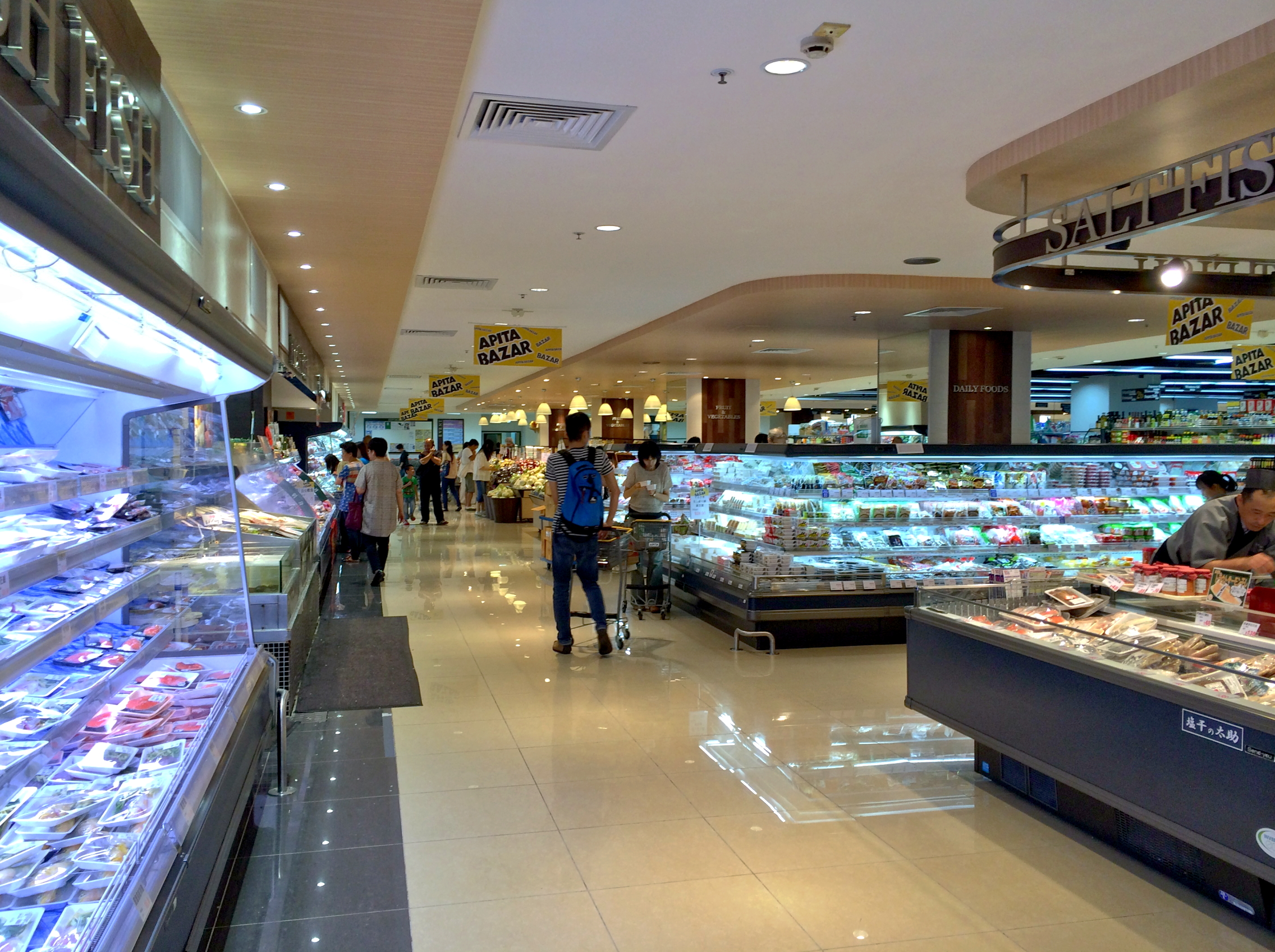
香港太古城的APITA超級市場

生活創庫（UNY，日语： Yuni）是日本一家超級市場集團，總部位於愛知縣稻澤市。在日本中部地方及關東地區經營234家購物中心和超級市場。
2015年10月15日FamilyMart以每0.138股換取生活創庫（Uny Group）一股的比例，斥資1710億日圓（折合約111.98億港元）收購生活創庫，令FamilyMart成為日本第二大連鎖便利店經營商。
2016年9月1日：FamilyMart與Circle K Sunkus的母公司UGHD進行業務與股權合併，UGHD與FamilyMart合併為「UNY FamilyMart控股」，Circle K Sunkus的公司法人則同時更名為「株式會社FamilyMart」（第2代）。原屬Circle K Sunkus旗下的“Circle K”和“Sunkus”2个便利店品牌统一改用「FamilyMart」品牌。
2017年，唐吉訶德 (企業)与 FamilyMart UNY 控股达成合作，获得 UNY 40% 的股份，双方联合以「唐吉軻德全家便利商店（MEGA Don Quijote Uny）品牌联合运营店铺
2018年10月13日FamilyMart以2119亿日元（18.9億美元）入股唐吉訶德 (企業)最多 20.17%的股份，预计成为后者最大股东，同時唐吉訶德 (企業)，將支付2.56億美元，收購Uny剩餘60%股權

## 香港分店

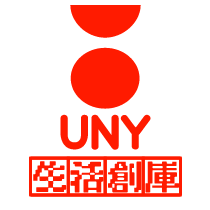
UNY

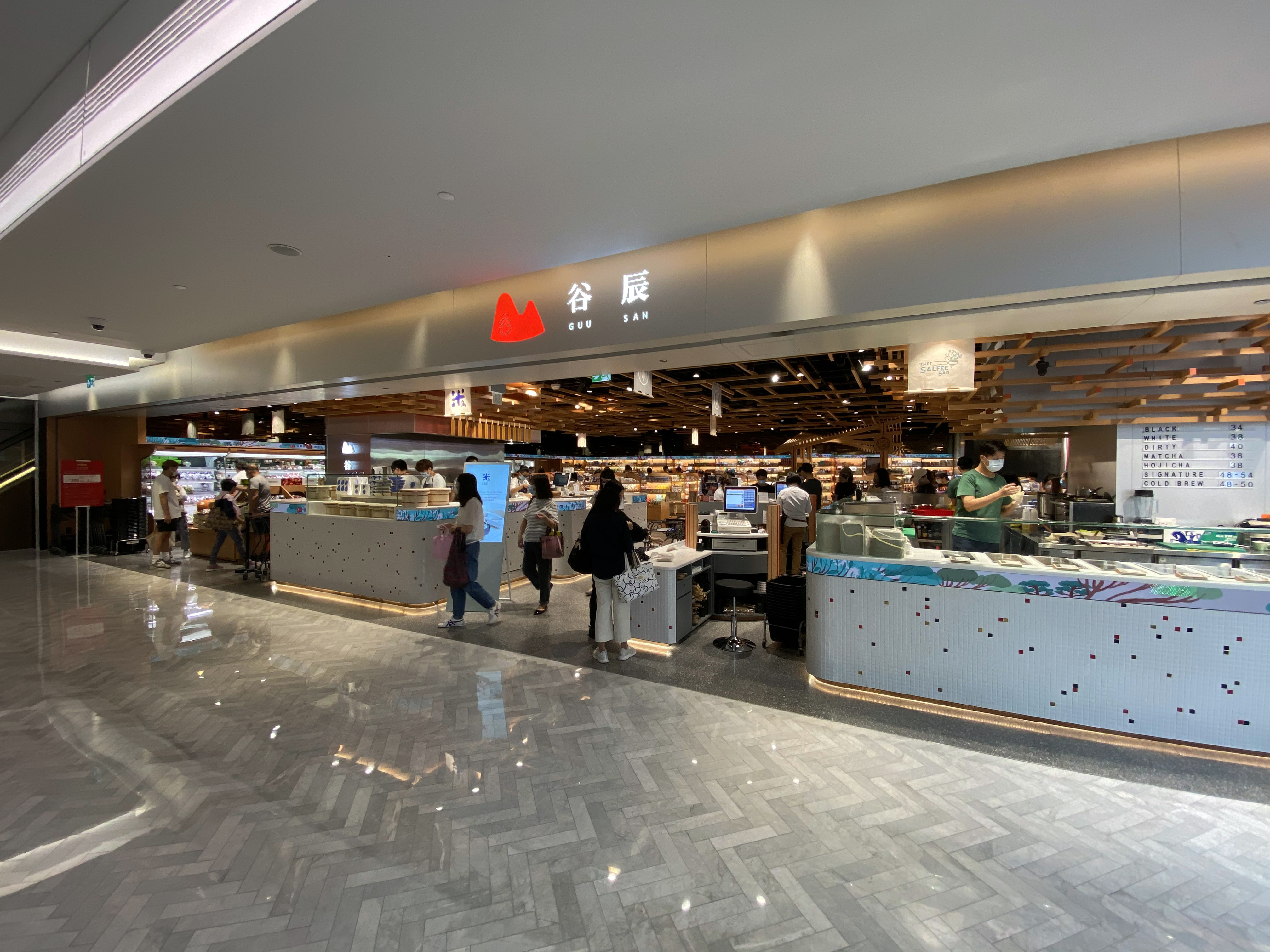
日式精品生活雜貨店「谷辰GUU SAN」位於尖沙咀H Zentre的門市(已結業)

UNY於香港的太古城中心二期，樂富廣場A區及元朗千色匯設有三間海外分店，其中香港太古城分店於2007年5月2日起由UNY改為APITA。
2018年5月，恒基發展以3億港元收購UNY香港零售業務。
2020年9月，恒基發展旗下UNY，成立新品牌日式精品生活雜貨店「谷辰GUU SAN」於18號在尖沙咀中間道15號全新商廈H Zentre地舖試業，店餔佔地逾5000平方呎，供從日本直送新鮮水果蔬菜、現場製作輕食、手工飯糰便當及咖啡。
2025年5月31日，尖沙咀日式生活雜貨店GUU SAN谷辰結業。

### UNY
以「獨特的商品推廣及市場營銷的零售商」為企業概念，由“UNIQUE”， “UNITED”， “UNIVERSAL”， “UNITY”， “UNIFY” 五個英文單字而取名為UNY。「UNY」這個名稱被載入香港著名組合軟硬天師的著名歌曲之一《川保久齡大戰山本耀司》。首家分店位於太古城中心（已改裝為apita，見下文）。
- UNY生活創庫樂富店[2][3]於2010年6月1日起試業，並於6月5日開業，該店面積大約11萬呎，其中三樓部分已於2019年5月1日結束營業，令店舖面積縮減近一半，剩餘二樓部分則進行改製翻新工程。[4]
- UNY生活創庫元朗店於2020年6月11日起試業，並於同月20日起正式開幕。該店面積約18000呎，店內只設超級市場及少量家品，並設有不同品牌的食品專櫃，售賣不同類型食品（例如港式燒味、壽司刺身、蛋糕等）。該店是本品牌首次於母公司恒基發展的母公司恒基兆業地產旗下的商場開業。
- UNY生活創庫將軍澳店2021年11月開業，該店位於新都城2期前百佳超級市場位置，佔地3萬4千呎。除了日式超市外，內設韓式食材店Cookat Market、韓式麵包店GOSO GOSO、腐皮壽司店DOJE、日式飯糰店米角、台式茶飲店賞茶和精品咖啡店Fifty Fifty等。[5]

### PIAGO

PIAGO

PIAGO為日式家居生活百貨，品牌名稱的靈感來自意大利文「Piacevole」和「Luogo」。 有「快樂」的「地方」之意，表示顧客在PIAGO購物能為他們帶來最愉快稱心的消費體驗。PIAGO德福店租用商場四樓及五樓兩層，於2010年12月17日起試業，並於12月20日開業，樓面面積為7萬平方呎。設超級市場、美食廣場、家品部和精品部，到2019年3月尾結束營業。 四樓部分其後開設無印良品，而五樓部分則由業主分間成5間商舖，包括foodeli美食廣場、首家設有室內電子運動戲戲的NAMCO，以及Pacific Coffee咖啡店。

### APITA

APITA

為UNY集團的走高檔路線的品牌。APITA由意大利文Apice（先驅）及Tasca（口袋）兩個字組合而成，字面意思是「先驅的口袋」，即搜羅時代最先進的資訊集於口袋的形象。
APITA太古城店由1987年開業的舊「生活創庫」UNY改裝，該店亦曾為UNY香港總部，至2013年7月1日才把總部遷入英皇道東達中心。太古城總店面積達18萬平方呎，設有四層。地庫為超級市場、家品電器及美食廣場；地面為玩具部及服裝部；一及二樓為服裝部及化妝品部。
2014年1月，業主太古地產為商場進行重組租戶工程，故APITA將於2月9日起暫時關閉，復活節再重開。工程完成後，APITA的地面和地庫兩層的超市、家品、文具、玩具、電器及美食廣場部份會保留，樓面面積縮減為12萬平方呎。到2022年7月，地面層再度翻新後重開，佔地達2萬3千呎。

### 私と生活
私と生活是UNY旗下的生活雜貨店，大部分貨品向日本100円雜貨店Seria（セリア）取貨並以12元發售。全部分店已經結束營業，唯同屬母公司恆基旗下的千色店內之$12選の樂，則有繼續售賣Seria的貨品。其主要競爭對手是永旺香港集團旗下的大創。

### 谷辰GUU SAN
谷辰是全新日式精品生活雜貨店，首店位於尖沙咀H Zentre地下，佔地超過五千平方呎，於2020年9月18日開業，設有咖啡店、現場製作輕食及手工飯糰便當。

## 上海分店
上海首間分店於2010年開業。

## 外部連結
- 生活創庫 （页面存档备份，存于）（日語）
- 生活創庫香港（页面存档备份，存于）（繁體中文）